# Colori e simboli dell'Associazione Calcistica Perugia Calcio
(Paolo Valenti, Perugia in A, 1975)

Renato Curi nel 1977 con la classica divisa del Perugia: maglietta rossa, pantaloncini bianchi e calzettoni rossi; sul petto il grifone rampante, simbolo del club e della città umbra.

Questa voce raccoglie le informazioni riguardanti i colori e simboli dell'Associazione Calcistica Perugia Calcio.
L'omonima società calcistica di Perugia, fin dai primi anni 20 del XX secolo, utilizza come colori sociali il rosso e il bianco, gli stessi già propri del capoluogo umbro; dall'araldica cittadina è mutuato anche il simbolo del club, un grifone in posizione rampante che fa sfoggio di sé sulle maglie e nello stemma della squadra.

## Divisa
(Associazione Calcistica Perugia Calcio, 2013)

### Prima divisa

Il Perugia della stagione 1975-1976, per la prima volta in Serie A, indossava delle semplici maglie rosse senza fronzoli.

L'equipaggiamento calcistico utilizzato dal Perugia nelle sue partite casalinghe è tradizionalmente costituito da maglia rossa, pantaloncini bianchi e calzettoni rossi; tale scelta è mutuata dall'araldica cittadina, in quanto il bianco e il rosso sono i colori comunali del capoluogo umbro. Talvolta la maglietta può presentare colletto e bordini delle maniche, o altri inserti, in bianco; stessi dettagli a contrasto si possono ravvisare su pantaloncini e calzettoni.

#### Storia
Non vi è certezza su quale siano stati i colori sociali della prima società calcistica di Perugia, la Braccio Fortebraccio. Probabile che la compagine sfoggiasse nel 1901 una divisa composta da una maglia a righe verticali bianche e nere, abbinata a pantaloncini e calzettoni di colore nero o bianco (era questo l'accostamento cromatico maggiormente in voga tra i club italiani agli albori della disciplina), e che rimase tale anche dopo la fusione con la Libertas nel 1905 e la conseguente nascita dell'Associazione Calcio Perugia. Un primo riscontro certo di queste casacche si ha solo nel 1910, quando avvenne la fuoriuscita di alcuni dissidenti dal Perugia; la nuova Società Sportiva Libertas che nacque dalla scissione vestiva proprio tale completo, ovvero maglia bianconera, pantaloncini neri o bianchi, e calzettoni anch'essi neri.

Le casacche a righe verticali biancorosse del Perugia, qui sfoggiate nella stagione 1920-1921.

Durante il primo dopoguerra, con il reintegro dei soci della Società Sportiva Libertas e un primo cambio di denominazione del club in Società Sportiva Perugia, la squadra acquisì in pianta stabile i colori sociali oggi noti, ovvero il rosso e il bianco – gli stessi del comune perugino – da cui il soprannome di "biancorossi"; tuttavia è curioso notare come, forse a causa della particolare gradazione di rosso adottata, financo ai primi anni 70 non era infrequente che la stampa utilizzasse l'aggettivazione «granata» per identificare il sodalizio.
Nella storia della compagine umbra poche sono state le significative variazioni riscontrate nella fattura della maglia, la più importante delle quali si verificò negli anni 20 quando la squadra disputò diverse stagioni indossando una casacca a righe verticali biancorosse. Tra le altre, nel campionato 1968-1969 furono talvolta utilizzati dei calzettoni di colore nero con risvolti biancorossi; nella prima parte della stagione 1991-1992 venne brevemente sperimentata un'insolita maglia trinciata biancorossa – mal digerita dalla tifoseria e presto soppiantata da una più tradizionale –; infine la divisa dell'annata 1998-1999 presentava la manica sinistra lasciata completamente bianca.
Il completo biancorosso, fatte salve le piccole modifiche e variazioni da una stagione all'altra, è la classica divisa da gioco con cui il club perugino scende in campo. Tuttavia, non è affatto infrequente vedere la squadra giocare partite con una casacca monocromatica, cioè coi pantaloncini bianchi soppiantati da quelli rossi: in alcune stagioni, soprattutto a cavallo degli anni 80 e 90, questo abbinamento all red è divenuto quello fisso della prima divisa ufficiale – l'ultima volta nel 1996-1997, quando peraltro la maglia presentava una particolare trama verticale tono su tono. Sempre in questo periodo, inizia ciclicamente a essere inserito nel design delle casacche un grande grifone nella parte bassa della maglia, a mo' di stampa serigrafica.
Nella storia del club, la divisa per antonomasia rimane quella del Perugia dei miracoli della stagione 1978-1979, caratterizzata da un colletto con scollo a V e bordini delle maniche, entrambi bianchi e ornati da sottili righe rosse a contrasto. Gli ottimi risultati sportivi raggiunti dal Perugia con quella casacca, i migliori della storia dei grifoni, hanno fatto sì che questa maglia di fine anni 70 rimanesse nell'immaginario collettivo dei tifosi, tanto che nei decenni successivi la società biancorossa l'ha spesso riproposta come divisa-speciale in occasione di importanti sfide e celebrazioni; nel 2012, la rivista italiana Guerin Sportivo ha inoltre classificato questa maglietta al 94º posto tra le 100 più belle di sempre nella storia del calcio.

L'uniforme del Perugia dei miracoli è inoltre ricordata per essere stata la prima ad aver sfoggiato il logo del fornitore, la Umbro, dopo che nei mesi finali del 1978 era avvenuta una prima liberalizzazione degli sponsor tecnici nel panorama calcistico nazionale.

L'originale maglia trinciata della stagione 1991-1992, recante un grande grifone che andava a occupare completamente il petto: male accolta dai tifosi, venne presto abbandonata.

Nello stesso ambito, la maglietta della stagione 1979-1980 è rimasta nella storia del football italiano, in quanto fu la prima a recare sul petto una sponsorizzazione commerciale, col Pastificio Ponte, in anticipo di un paio d'anni rispetto all'apertura ufficiale della Federcalcio verso queste pratiche pubblicitarie; anche se – per raggirare l'ancora vigente divieto federale – il tutto venne "mascherato" come una fornitura tecnica, de facto si trattò dell'esordio assoluto di uno sponsor di maglia sui campi da calcio tricolori.
Tornando alla mera fattura delle casacche, per via del loro stile ricercato risultano degne di nota anche quella fornita da Torello Sport nella stagione 1985-1986 – una delle prime a sfoggiare personalizzazioni che seguivano le mode dell'epoca –, che presentava per la prima volta due pali verticali bianchi sul lato destro del petto e lungo la rispettiva manica – anche questa, come quella del 1991-1992, non incontrò i favori del pubblico e fu in breve rimpiazzata da una più sobria –; quella marchiata Ellesse nel 1994-1995, che riproponeva un dettaglio vintage come il colletto chiuso da laccetti, abbinato a un'innovazione del periodo come lo sfumato nella parte bassa del petto; la maglia disegnata da Galex per l'annata 1997-1998, con dei grandi inserti bianchi sulla parte superiore delle maniche – al cui interno erano inserite le diciture 1905 e PERUGIA –; per concludere con quella proposta da Frankie Garage Sport per il 2012-2013, caratterizzata da una grande croce bianca sdoppiata, che partiva dallo stemma del club e si dipanava lungo tutto il petto.

#### Evoluzione
| 1910 (Libertas) | 1921      | Anni 20   | Anni 30-40 | 1962-1963 | 1968-1969 | 1974-1975 | 1975-1976 | 1977-1978 | 1978-1979 |
| 1985-1986       | 1990-1991 | 1991-1992 | 1994-1995  | 1995-1996 | 1996-1997 | 1997-1998 | 1998-1999 | 1999-2000 | 2000-2001 |
| 2001-2002       | 2002-2003 | 2003-2004 | 2004-2005  | 2008-2009 | 2011-2012 | 2012-2013 | 2013-2014 |           |           |

### Seconda divisa

Il Perugia schierato in totale completo bianco nella stagione 1969-1970.

Vista la predominanza del colore rosso nel completo casalingo, la divisa da trasferta è invece tradizionalmente a tinte invertite, cioè con maglia bianca, pantaloncini rossi o anche loro bianchi, e calzettoni indifferentemente bianchi o rossi a seconda delle esigenze. Da notare come, nello specifico degli anni 90, siano state ciclicamente proposte alcune sperimentazioni cromatiche anche per la seconda casacca perugina, che in alcune stagioni ha visto il classico bianco soppiantato da tinte come il blu o il grigio.

#### Storia
Per tutti i primi novant'anni di storia del Perugia, le varie seconde maglie che si sono succedute nel corso delle stagioni, si limitarono a riproporre il negativo della prima divisa; poche furono le soluzioni prettamente originali, tra cui spiccò la casacca di primi anni 30, bianca con fascia orizzontale rossa sul petto, e quella dei primi anni 60, macchiata da una sbarra rossa.

Il Perugia dei primi anni 60 con indosso una particolare seconda maglia sbarrata, qui abbinata a pantaloncini neri e calzettoni biancorossi fasciati.

Tale preferenza bianca rimase pressoché invariata fino alla seconda metà degli anni 90, con poche variazioni degne di nota: tra queste, la maglia del 1991-1992 che riproduceva sul petto la silhouette del grifone già propria della controversa prima divisa, generando una sorta di template sbarrato, e quella del 1995-1996 adornata da varie e sottili righe a contrasto, soprattutto sulle maniche e nella parte bassa della maglia.
Da qui in avanti, per un triennio si assistette a una deciso cambio di tendenza per quanto concerne i colori, mentre i vari template di base rimasero identici a quelli delle magliette casalinghe: la stagione 1996-1997, quella del ritorno in Serie A dopo quindici anni, fu l'occasione per il debutto di un'insolita completo da trasferta in grigio chiaro, con una rigatura verticale tono su tono, unita a colletto e bordature rosse; questo colore durò lo spazio di una sola annata, dato che per il 1997-1998 venne approntata una seconda uniforme blu notte scuro, con inserti rispettivamente in bianco e cobalto; per finire, il campionato 1998-1999 vide l'utilizzo di una casacca da trasferta con gradazione principale il cobalto – che manteneva come caratterizzazione la manica sinistra bianca già propria della prima maglia, ma a differenza di quest'ultima sfoggiava dettagli in arancione.
La stagione 1999-2000 segnò la fine di tutte queste brevi innovazioni e sperimentazioni, col ritorno al classico bianco come colorazione dominante per seconda divisa del Perugia.

#### Evoluzione
| 1921      | Anni 30   | Anni 60   | 1978-1979 | Anni 80-90 | 1991-1992 | 1995-1996 | 1996-1997 | 1997-1998 | 1998-1999 |
| 2011-2012 | 2012-2013 | 2013-2014 |           |            |           |           |           |           |           |

### Terza divisa

Cesare Butti indossa la canonica terza uniforme perugina, un completo blu, qui nella versione del 1978-1979.

Nel corso della sua centenaria storia, oltre alle canoniche prime due casacche sopracitate, il Perugia ha utilizzato in maniera minore come uniformi di riserva anche delle terze divise, solitamente realizzate con il compito di staccarsi cromaticamente dal rosso e dal bianco proprio dei completi casalinghi e da trasferta. In questo caso, il colore maggiormente utilizzato per maglia, pantaloncini e calzettoni è stato il blu, in tutte le sue più varie gradazioni, ma non sono mancati ricorsi a tonalità come il giallo o il nero.
Inizialmente realizzata per mere necessità "sportive", col tempo la terza divisa ha perso la sua caratterizzazione originaria e – dai primi anni 90 in poi – ha visto giustificata la sua creazione, il più delle volte, prettamente per ragioni di merchandising e collezionismo, sbizzarrendosi quindi con le più disparate soluzioni cromatiche e di design.

#### Storia

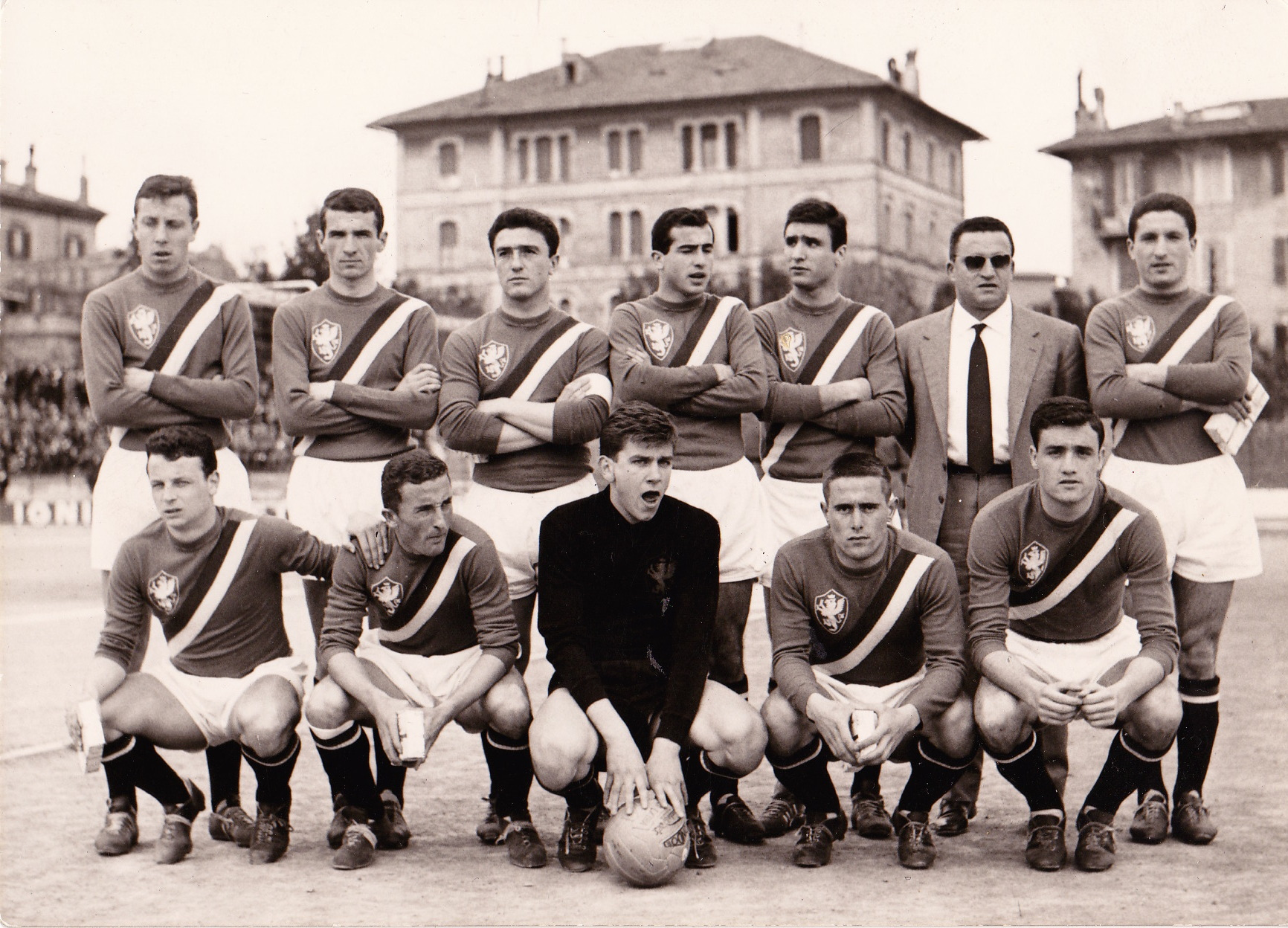
Una formazione perugina della stagione 1961-1962 in maglia azzurra con sbarra biancorossa.

Un primo excursus perugino nell'ambito delle terze divise si ebbe già nella prima metà degli anni 60, quando la squadra sfoggio occasionalmente una divisa azzurra recante una sbarra biancorossa sul petto. È tuttavia sul finire degli anni 70 che il Perugia diventa una delle prime squadre italiane a proporre nel suo ventaglio di opzioni, stavolta stabilmente, una terza divisa. La creazione di un tale completo – il cui utilizzo in campo era all'epoca ancora molto raro e limitato – si rese necessario nell'eventualità di trasferte contro altre formazioni biancorosse, dato che in tali circostanze il club perugino aveva fin lì utilizzato, sia per la prima che per la seconda casacca, pressoché i suoi stessi colori sociali, ovvero il bianco e il rosso.
Sino alla fine degli anni 80 la canonica terza uniforme perugina si limitò a un totale completo blu che, per quanto concerneva il template di base, riprendeva in toto lo schema delle altre divise stagionali, il più delle volte con colletto e bordini in bianco; l'annata 1984-1985 fu una delle poche in cui si segnalarono delle eccezioni, con la novità del colore rosso su alcuni dettagli.
Col decennio seguente, iniziò invece una frequente sperimentazione cromatica riguardante tale casacca: lo storico blu venne utilizzato pressoché stabilmente fino alla stagione 1995-1996 – degna di nota la maglia creata nel 1992-1993, in cui il blu andava a sfumare nel bianco attraverso una singolare rigatura orizzontale –; nell'annata 1996-1997, in coincidenza con ritorno della squadra in Serie A, debuttò invece un'uniforme nera con bordature bianche; il campionato cadetto 1997-1998 segnò l'arrivo di una maglia gialla in tonalità fluo, abbinata a pantaloncini neri; l'unione tra giallo e nero venne mantenuto anche per il torneo 1998-1999 dove però si limitò a fare da contorno, in quanto il colore preminente sul terzo completo perugino risultò il bianco. Il canonico blu, stavolta in una tonalità più satura e quasi simile allo zaffiro, rifece invece la sua comparsa nel 1999-2000.

Marco Negri in azione con la terza muta nerobianca della stagione 1996-1997.

Gli anni 2000 si aprirono con il nero abbinato a dettagli biancorossi, che tornò a farla da padrone nel 2000-2001, mentre nei campionati 2002-2003 e 2003-2004 si ricorse al vecchio blu virato, rispettivamente, dapprima in un particolare variante "Dodger" e successivamente in zaffiro. Il torneo 2004-2005, l'ultimo della centenaria Associazione Calcio Perugia, vide nuovamente un terzo completo nero. La breve esperienza della società Perugia Calcio si segnalò per un debutto assoluto, l'arancione internazionale dell'annata 2006-2007, e per la terza casacca della stagione seguente, caratterizzata da una maglia disegnata secondo un'originale partituta verticale giallonera. L'odierna Associazione Calcistica Perugia Calcio, negli anni 2010, propose ancora un completo in colorazione nera nel 2011-2012; da allora, la stessa tonalità venne mantenuta per i successivi campionati.
Tra le curiosità legate a questa divisa, degno di nota rimane il particolare caso di Perugia-Milan (1-1) del 14 ottobre 1979: a causa di un disguido, i rossoneri dimenticarono a Milano la loro seconda maglia bianca, sicché furono costretti a scendere in campo vestendo la terza casacca blu dei grifoni. Non va inoltre dimenticato quanto avvenne nell'annata 1998-1999, quando una "problematica" caratteristica cromatica dei tre completi da gioco perugini, recanti tutti pantaloncini bianchi, portò – a stagione in corso, e per l'unica volta nella storia della squadra – alla realizzazione di un'ulteriore quarta divisa: questa si presentava di fatto come un completo nero, con inserti a righe orizzontali rosse e bianche lungo la maglietta, e riproposti poi anche su pantaloncini e calzettoni.

#### Evoluzione
| Terza divisa 1978-1979 | Terza divisa 1984-1985 | Terza divisa 1992-1993 | Terza divisa 1995-1996 | Terza divisa 1996-1997 | Terza divisa 1997-1998 | Terza divisa 1998-1999 | Quarta divisa 1998-1999 | Terza divisa 1999-2000 | Terza divisa 2000-2001 |
| Terza divisa 2002-2003 | Terza divisa 2003-2004 | Terza divisa 2004-2005 | Terza divisa 2006-2007 | Terza divisa 2007-2008 | Terza divisa 2011-2012 | Terza divisa 2012-2013 | Terza divisa 2013-2014  |                        |                        |

### Divise speciali
In rare occasioni, il Perugia è ricorso anche all'utilizzo di uniformi "speciali", create ad hoc per essere sfoggiate in presenza di importanti match, o per celebrare anniversari o altri importanti eventi legati alla storia del club.

#### Storia

Da sinistra: Gabriele Grossi, Antonino Bernardini, Milan Rapaić e Antonio Manicone con la speciale maglia realizzata al termine del campionato di Serie B 1997-1998, per lo spareggio promozione contro il Torino, che ricalcava quella del Perugia dei miracoli di fine anni 70.

Il debutto di una maglia speciale avvenne al termine della Serie C1 1992-1993 quando, in occasione dell'imminente spareggio-promozione di Foggia contro l'Acireale per un posto in Serie B (vinto dal Perugia, ma poi annullato per l'illecito del caso Siracusa-Perugia), la società biancorossa optò per la creazione di una particolare divisa scaramantica, ovvero un completo giallo con colletto e bordini viola: tale scelta cromativa venne "suggerita" dall'allora moglie del presidente perugino del tempo, Luciano Gaucci.
L'idea di una maglia scaramantica tornò in auge alla conclusione della Serie B 1997-1998, in cui il Perugia era arrivato a giocarsi il quarto e ultimo accesso disponibile per la Serie A, in uno spareggio a Reggio nell'Emilia contro il Torino: questa volta, il club scelse di riproporre l'identico design della casacca indossata quasi vent'anni prima dal Perugia dei miracoli. L'esito dello spareggio sorrise al Perugia, così tale uniforme scaramantica venne nuovamente riproposta alla fine della Serie A 2003-2004, quando i grifoni si prepararono ad affrontare uno spareggio-salvezza interdivisionale contrapposti alla Fiorentina: stavolta lo stratagemma scaramantico non funzionò, coi biancorossi sconfitti nel doppio confronto e retrocessi.
Non rimase comunque quella l'ultima apparizione della maglietta del Perugia dei miracoli, successivamente rivista nel 2010-2011, dopo la rifondazione della nuova società, e nuovamente nel 2011-2012, stavolta per sostenere la candidatura congiunta di Perugia e Assisi a capitale europea della cultura; in quest'ultima versione, venne aggiunto alla casacca un grande grifone serigrafato lungo il fianco sinistro – in maniera del tutto simile a quanto era avvenuto sulle casacche perugine di fine anni 90.

#### Evoluzione
| Divisa speciale spareggio 1993 | Divisa speciale spareggio 1998 e 2004 | Divisa speciale PerugiAssisi 2011-2012 |

## Simboli ufficiali

### Stemma
(Gabriele D'Annunzio, Le città del silenzio, III)

L'undici perugino del 1945-1946, recante sulle maglie un grande grifone inscritto in un triangolo rovesciato.

Simbolo per antonomasia del Perugia è il grifone – da cui il soprannome di "grifoni" assegnato ai suoi calciatori –, una figura araldica storicamente legata alla città perugina, dove compare nello stemma comunale ed è altresì oggetto di statue e incisioni su numerosi edifici e monumenti del capoluogo umbro.
All'inizio degli anni 30 debuttò un primo stemma identificativo del club, che diventerà la base di partenza per i modelli successivi: uno scudetto rosso, con al suo interno un grifone in posizione rampante. Questa prima versione era contornata dalla dicitura AUGUSTA PERUSIA; lo stemma venne cucito subito anche sulle maglie biancorosse, all'altezza del cuore.

Foto di squadra del Perugia nella stagione 1968-1969: sulle casacche c'era uno scudo insolitamente bianco, con all'interno il grifo dipinto in rosso.

Alla ripresa dell'attività sportiva nel secondo dopoguerra, il grifone sulle casacche aumentò di dimensioni, e venne inserito all'interno di grande scudo a forma di triangolo rovesciato, senza iscrizioni di sorta. In successive evoluzioni, la parte superiore dello scudetto iniziò a essere disegnata a punta, mentre talvolta veniva utilizzato uno scudo bianco a contrasto con le maglie, con all'interno il grifone colorato di rosso.
A partire dalla fine degli anni 60, sulle divise da gioco del Perugia iniziò a essere cucito il solo grifone rampante, libero da scudetti e senza altri fronzoli; venne inserito anch'esso, come i precedenti stemmi, sulla parte sinistra del petto, posizione da cui non si è più mosso negli anni a venire, salvo rare eccezioni – come il temporaneo spostamento sulla manica destra all'inizio della stagione 1976-1977, in cui venne anche portata al debutto, per la prima e finora unica volta, l'idea di una sua colorazione. In questi decenni il semplice grifone fungeva da unico simbolo rappresentativo del club.

Pierluigi Frosio, nella stagione 1976-1977, sfoggia sul petto un grifone colorato.

Negli anni 70 ne venne realizzata una nuova versione, più moderna e volta ad aggiornarne il design ai tempi, che inizialmente veniva utilizzata dal club esclusivamente per la sua identità societaria. A metà degli anni 80 proprio questa versione soppiantò il vecchio grifone anche sulle casacche da gioco, ma in breve tempo ritornò in auge il disegno tradizionale.
Tra la fine del decennio e l'inizio degli anni 90, due furono gli "esperimenti" che riguardarono l'animale, entrambi di breve durata: per la sola stagione 1986-1987, il grifone sulle maglie venne esibito in una particolare colorazione in nero; ben più originale e spiazzante si rivelò quanto accadde all'inizio della stagione 1991-1992, quando la figura del grifone venne stilizzata ed estesa a tutta la grandezza del divisa, coinvolgendo direttamente la grafica della casacca e generando di fatto una particolare maglia trinciata, più bianca che rossa; l'azzardo, che poco incontrò il favore dei tifosi, venne presto abbandonato già a stagione in corso, e il grifone riprese la sua classica posizione rampante sul petto.

La rosa del Perugia per la stagione 1986-1987: in quest'unica annata, il grifo sul petto venne insolitamente tinto di nero.

L'animale continuò a comparire "libero" sul petto delle maglie biancorosse fino al 1996, quando in occasione della prima promozione in Serie A della gestione Gaucci, si decise di dotare il club di un nuovo stemma: stavolta lo storico grifone risultava abbastanza sacrificato all'interno di un piccolo scudetto dai lati obliqui, recante in alto l'anno di fondazione 1905; il tutto era contornato dalla particolare dicitura PERUGIA FOOTBALL CLUB (nonostante il club perugino non avesse cambiato denominazione societaria), inscritta a sua volta dentro una bordatura bianca a tre punte. Nella stessa annata debuttò un particolare vezzo grafico: sulle maglie di riserva, i colori dello stemma incominciarono a essere "adattati" a quelli utilizzati sulle diverse maglie.
L'insieme risultava stilisticamente fin troppo simile allo stemma del più famoso Manchester Utd, tant'è che il logo dei biancorossi venne ridisegnato l'anno successivo nella versione che sarebbe diventata quella attuale: uno scudetto rosso, con lato superiore a punta e completato dalla dicitura A.C. PERUGIA 1905, all'interno del quale il grifone rampante è assoluto protagonista; particolare risultò il caso della stagione 2001-2002, quando il grifone ritornò da solo sul petto delle maglie, e contemporaneamente lo stemma societario venne spostato sulla manica sinistra. In occasione del centenario della società nel 2005, venne inoltre realizzato uno speciale logo celebrativo per il merchandising, con il grifone dipinto in oro e l'inserimento del numero 100 composto da due palloni al posto degli 0.

Il grifone di grandi dimensioni sulle maglie biancorosse della stagione 1994-1995.

Dopo il fallimento dei Gaucci e la creazione della nuova società Perugia Calcio nel 2005, venne realizzato anche un nuovo stemma societario, che in pratica si limitava a riprendere le forme e i contenuti dei precedenti. Il grifone stavolta campeggiava all'interno di uno scudetto dai lati smussati, circondato dalle diciture PERUGIA CALCIO e dalle due date di fondazione 1905, riferita alla storica società, e 2005, inerente invece il nuovo club.
Il nuovo fallimento anche del Perugia Calcio nel 2010 portò al prematuro abbandono del recente stemma. La nuova Associazione Sportiva Dilettantistica Perugia Calcio che s'iscrisse alla Serie D riportò sulle maglie da gioco il solo grifone rampante, libero da stemmi (nonostante la nuova proprietà avesse riacquistato il vecchio stemma dell'A.C. PERUGIA 1905). Nel 2011, col ritorno del Perugia nel calcio professionistico e la ridenominazione in Associazione Calcistica Perugia Calcio, sulle divise biancorosse ritorna lo stemma del 1997, per l'occasione ristilizzato solo in piccoli dettagli. Per meglio farlo risaltare sulle maglie, lo stemma rosso viene contornato da una bordatura nera o bianca, a seconda della divisa utilizzata.

### Inno
L'inno ufficiale della squadra è Alè Perugia. Negli anni 70 la formazione biancorossa ha avuto dedicate altre canzoni, tra cui La danza dei grifoni dell'Orchestra e Coro Unione Musicisti (1974) e Forza Perugia di Giancarlo Guardabassi (1975). Inoltre, durante la sua unica stagione al Perugia, il giocatore Paolo Rossi registrò il singolo Domenica alle Tre (1980).

### Mascotte
Nella stagione 1998-1999 la società creò anche una mascotte ufficiale del club, Pegrì '78, un grande grifone con indosso la divisa da gioco biancorossa. Il nome della mascotte è il risultato di una crasi delle parole «Perugia» e «Grifo», mentre il «'78» è riferito alla storica annata 1978-1979, quella dell'imbattibilità.